# Neuro-tribus
Vous lisez un « bon article » labellisé en 2017.
Neurotribus - Autisme : plaidoyer pour la neurodiversité (titre original : NeuroTribes The Legacy of Autism and the Future of Neurodiversity ; littéralement « L'héritage de l'autisme et le futur de la neurodiversité »), est un essai de vulgarisation scientifique écrit par le journaliste d'investigation californien Steve Silberman, rédigé et publié en anglais, en 2015, chez Avery, une filiale du Penguin Group. Il est traduit puis publié en français aux éditions Quanto, le 4 juin 2020.
Consacré à l'histoire de l'autisme et au mouvement pour les droits des personnes autistes, il propose des portraits biographiques poétiques de personnes autistes et de médecins. Grâce à ses recherches d'archives, l'auteur théorise que les deux médecins qui ont découvert l'autisme, Leo Kanner et Hans Asperger, n'ont pas publié leurs travaux respectifs à la même époque de façon fortuite, mais que Kanner a été mis au courant des recherches d'Asperger durant la Seconde Guerre mondiale. Silberman défend également un lien entre l'autisme, les compétences en informatique et en ingénierie, et le fandom de science-fiction. Il met en évidence la nature génétique de l'autisme, dénonçant les théories scientifiquement discréditées selon lesquelles il serait causé par une mauvaise relation maternelle ou par les vaccins.
Tout au long de son essai, l'auteur soutient la neurodiversité, en dressant des portraits positifs des personnes autistes, et en soulignant les défis auxquels elles doivent faire face. Il plaide pour que les dépenses médicales allouées à la recherche des causes de l'autisme le soient plutôt à l'amélioration de la qualité de vie des personnes autistes, et pour la recherche d'une société inclusive. Devenu un succès de librairie dans le monde anglo-saxon, NeuroTribes a remporté le prix Samuel-Johnson de l'année 2015, en catégorie hors fiction.

## Genèse et écriture

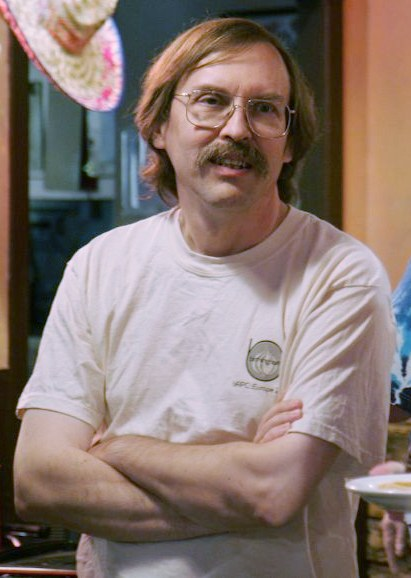
NeuroTribes a été inspiré notamment par une rencontre avec Larry Wall (ici, en 2007).

Dans son introduction, l'auteur Steve Silberman explique la genèse de cet ouvrage par une découverte dans le cadre de son travail de journaliste spécialisé pour le magazine Wired, en mai 2000, alors qu'il effectuait une croisière en Alaska avec une centaine de développeurs Linux, dont Larry Wall, le créateur du langage de programmation Perl. Il note une similitude dans le comportement et la manière d'être de ces développeurs. Larry Wall lui apprend qu'il a une fille autiste. Quelques mois plus tard, Silberman découvre qu'une entrepreneuse informaticienne de Californie a également une fille autiste. Intrigué par ce taux élevé d'autisme, il entame une enquête qui le conduit à découvrir la rumeur d'une « épidémie d'autisme » ayant un épicentre dans la Silicon Valley, puis un nombre important d'ingénieurs en informatique répondant aux critères diagnostiques du syndrome d'Asperger, une forme d'autisme considérée comme légère. Il explique dans son article The Geek Syndrome, publié en 2001 dans Wired, son hypothèse selon laquelle le syndrome d'Asperger se combine à un avantage dans le domaine de l'informatique, et sa conviction selon laquelle de nombreux informaticiens de la Silicon Valley sont porteurs de gènes de l'autisme, qu'ils transmettent à leurs enfants,. Après la publication de cet article, il reçoit un grand nombre de messages de la part d'informaticiens de la Silicon Valley, témoignant à leur tour de l'existence de leurs enfants autistes, ou de traits autistiques chez leurs proches. Cela le conduit à rechercher davantage d'informations à propos de l'autisme, constatant un flou et un manque à ce sujet. Il débute par des recherches biographiques à propos de Leo Kanner et de Hans Asperger, deux professionnels de santé qui semblent avoir découvert indépendamment l'autisme à la même époque, en pleine Seconde Guerre mondiale.
La rédaction de la totalité de l'ouvrage lui prend environ 5 ans. Au début du processus de documentation, il assiste à une réunion Autreat « conçue par les personnes autistes pour les personnes autistes », une expérience qui influence le ton général de Neuro-tribus.

## Texte

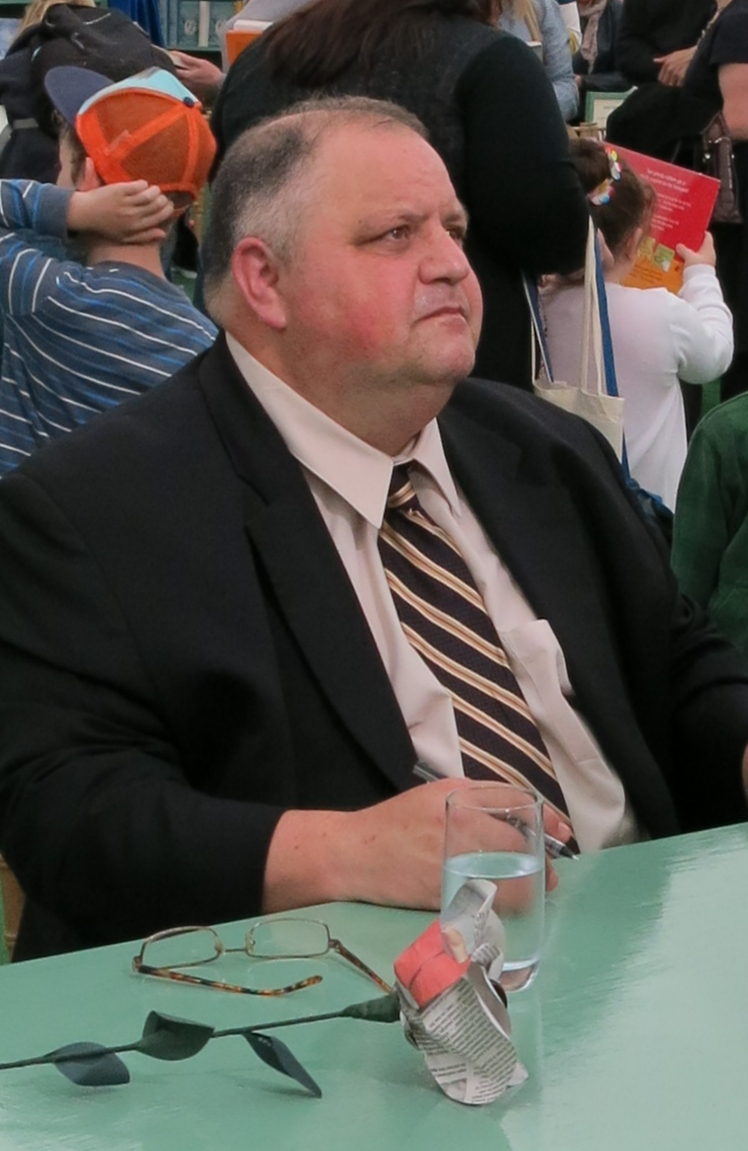
Steve Silberman, l'auteur de NeuroTribes, lors d'une séance de dédicaces en mai 2016.

Cet essai précédé d'une préface du médecin neurologue Oliver Sacks se divise en 12 chapitres.
En langue française, le titre a été traduit par « Neurotribus », sous-entendu, « Tribus neurologiques ».
Le premier chapitre, intitulé « The wizard of Clapham Common » [« Le magicien de Clapham Common »], est une biographie poétique d'Henry Cavendish, un physicien britannique excentrique et rigide, rétrospectivement décrit comme autiste, qui est à l'origine de la découverte de l'hydrogène au XVIIIe siècle,. Silberman le décrit comme un homme dont l'« esprit était comme un miroir tenu à la nature, dépourvu de partialité, de rationalisation, de convoitise, de jalousie, de concurrence, de petitesse, de rancœur, d'ego et de foi ». Dans le deuxième chapitre, « The boy who loves green straws », l'ouvrage présente Leo, « le garçon qui aime les pailles vertes », puis des tranches de vie de différents enfants, adolescents et adultes diagnostiqués comme autistes, dont Nick, un enfant de 11 ans qui s'exprime « comme si l'âme d'un professeur de l'université d'Oxford avait été maladroitement réincarnée dans le corps d'un petit garçon ». Silberman expose la grande diversité des cas d'autisme, et le point de vue des familles à ce sujet.
Le troisième chapitre, intitulé « What sister Viktorine knew » [« Ce que savait sœur Viktorine »], aborde l'histoire de l'autisme, en commençant par un portrait biographique de Hans Asperger, dans le contexte de l'eugénisme, une idéologie fortement implantée en Europe et aux États-Unis avant la Seconde Guerre mondiale, et détaille le rôle d'Asperger pendant l'Aktion T4,. Silberman continue par de nombreux éléments biographiques concernant les professionnels de santé qui ont contribué à définir l'autisme, entre autres Leo Kanner (dans le quatrième chapitre, intitulé « Fascinating Peculiarities » [« Particularités fascinantes »]) et Bruno Bettelheim (dans le cinquième, « The invention of toxic parenting » [« L'invention de la parentalité toxique »]), dans le contexte des théories psychanalytiques de l'époque et de l'inquiétude liée au travail des femmes.
Le sixième chapitre, intitulé « Princes of the Air », s'attache à « la fascination curieuse qu'ont de nombreuses personnes autistes pour les données quantifiables, les systèmes hautement organisés, et les machines complexes », citant des exemples de chercheurs, d'informaticiens, de lanceurs de radios amateur et de fans de science-fiction excentriques correspondant potentiellement au diagnostic du syndrome d'Asperger,,. Le septième chapitre, « Fighting the monster » [« Combattre le monstre »], aborde l'apport de Bernard Rimland et Ole Ivar Løvaas, ainsi que de quelques autres, dans l'évolution de la définition de l'autisme et dans les interventions visant à le faire disparaître, et notamment le soutien de Bernard Rimland dans la lutte de familles contre la notion de mère réfrigérateur, avec l'émergence des approches cognitivo-comportementales,.
Le huitième chapitre, « Nature's smudged lines » [« Les lignes maculées de la nature »], donne des informations biographiques à propos de Lorna Wing et des circonstances dans lesquelles elle a re-découvert les travaux de Hans Asperger, puis combattu la définition de l'autisme imposée par Kanner, l'estimant trop restrictive,. Dans le neuvième chapitre, « The Rain man effect » [« L'effet Rain Man »], Silberman détaille l'impact du film Rain Man sur la perception de l'autisme par le grand public et les chercheurs, à travers les biographies de Barry Morrow et Dustin Hoffman,. Le dixième, « Pandora's Box » [« La boîte de Pandore »], explique les conséquences de l'intégration du syndrome d'Asperger à la notion de « spectre de l'autisme », notamment la croyance en l'existence d'une épidémie, terreau dont Andrew Wakefield se sert pour promouvoir son hypothèse discréditée selon laquelle l'autisme est causé par les vaccins. Ce chapitre majoritairement consacré à la controverse des vaccins aborde aussi l'apport des neurosciences et de la génétique en matière de connaissance de l'autisme.
Le onzième chapitre, « In autistic Space » [« Dans l'espace autiste »], retrace les origines et le développement du mouvement pour les droits des personnes autistes et de ses actions d'auto-soutien, notamment à travers les portraits biographiques de Ari Ne'eman et de Temple Grandin,. Il met en évidence l'opposition idéologique entre le courant qui préconise la prévention et le soin de l'autisme, et celui de la neurodiversité, qui définit l'autisme comme une variante neurologique au sein de l'espèce humaine. Dans le douzième et dernier chapitre, « Building the Enterprise » [« Construire l'Entreprise. »], Silberman dresse quelques pistes pour faciliter l'inclusion des autistes à l'école et au travail, et questionne l'utilisation des fonds employés en matière d'interventions en autisme, estimant qu'il serait plus « sage » de les allouer pour « aider les personnes autistes à vivre une vie plus heureuse, en meilleure santé, plus productive, et plus sûre », plutôt que de les dépenser dans la recherche neuroscientifique et génétique des causes de l'autisme. La réédition de 2016 comporte une postface, rédigée en mars. Dans ses remerciements, Steve Silberman dédie son livre à la mémoire de Lorna Wing, décédée en 2014.

## Analyse
Steve Silberman cible le grand public à travers son ouvrage. Bien qu'il ne s'agisse pas d'un livre scientifique, l'essai est référencé par de nombreuses citations de sources scientifiques et profanes. Cet ouvrage est atypique parmi les livres ayant pour sujet l'autisme. Étant un journaliste d'investigation américain sans lien personnel avec le sujet de son ouvrage, Steve Silberman n'a pas le profil habituel des auteurs sur l'autisme, la plupart étant des professionnels de santé et des parents d'enfants autistes.
L'ensemble vise à dévoiler l'histoire de l'autisme et sa définition, mais il est centré sur l'histoire de l'autisme aux États-Unis. Silberman défend à la fois la notion de spectre de l'autisme et les apports des autistes en matière de science, d’ingénierie et de technologie. Il soutient ouvertement le travail de Hans Asperger, postulant que si le syndrome d'Asperger avait servi de base pour définir l'autisme au XXe siècle, plutôt que l'autisme infantile de Kanner, les personnes autistes et leurs familles auraient évité de nombreuses souffrances, des critères positifs auraient été retenus pour le diagnostic plutôt que les déficits, et les ressources financières auraient été attribuées plus rapidement au soutien des personnes autistes elles-mêmes, plutôt qu'à la recherche de thérapies et de guérisons. Il met en évidence l'opposition philosophique entre l'idée selon laquelle les personnes autistes doivent s'adapter à la société, et l'idée d'une société qui s'adapte aux personnes avec troubles du spectre de l'autisme (TSA) :

« En partageant leurs récits de vie, ils [les adultes autistes récemment diagnostiqués] ont découvert que la plupart des défis auxquels ils font face quotidiennement ne sont pas dus aux « symptômes » de leur autisme, mais à des souffrances imposées par une société qui refuse des adaptations de base en faveur des personnes avec handicaps cognitifs, comme elle en fait pourtant en direction des personnes avec handicaps physiques, tels que la surdité ou la cécité. »

— Steve Silberman, NeuroTribes.
Silberman salue le rôle des parents, qu'il voit comme les meilleurs connaisseurs de leurs enfants autistes, mais note qu'ils peuvent être trompés par des thérapies de soin inutiles, parce qu'ils se sentent honteux du comportement de leurs enfants. Il souligne également le rôle joué par les médias dans la perception de ce qu'est l'autisme. Enfin, il postule que l'époque actuelle, très orientée vers les technologies (en particulier de l'informatique), constitue un environnement favorable à l’épanouissement des compétences des autistes.

### Remise en cause de la théorie d'une découverte simultanée de l'autisme

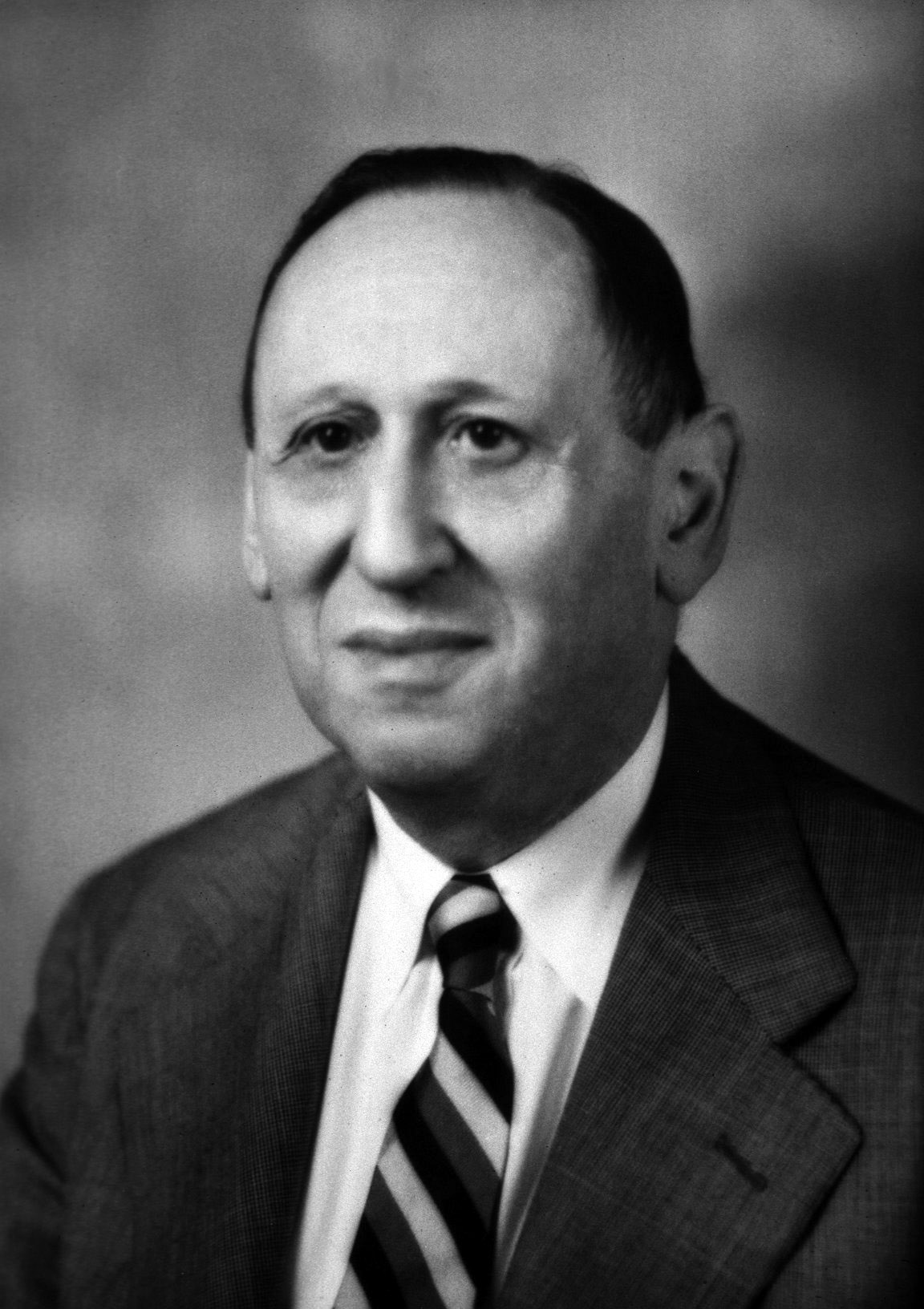
NeuroTribes met en cause Leo Kanner pour son rôle dans le développement du concept de mère réfrigérateur, et pour avoir dissimulé les travaux de Hans Asperger.

L'une des nouveautés majeures apportées par NeuroTribes porte sur la découverte de l'autisme. Steve Silberman estime que, contrairement à la théorie antérieure d'une découverte indépendante et quasi simultanée de l'autisme par Hans Asperger en 1943 en Autriche, et par Leo Kanner en 1944 aux États-Unis, Leo Kanner aurait été préalablement mis au courant des travaux de Hans Asperger, et que c'est uniquement à Asperger que devrait revenir le mérite d'avoir « découvert » l'autisme. Silberman note que Leo Kanner comprenait parfaitement l'allemand, langue maternelle d'Asperger. De plus, un psychologue juif de la clinique d'Asperger, Georg Frankl, a fui l'arrivée du nazisme en Autriche en 1937 avec sa femme Anni Weiss, grâce à l'aide de Leo Kanner. Il a exercé quelques années dans sa clinique de Baltimore, en tant que pédiatre,. Silberman explique la vaste diffusion des travaux de Kanner et la confidentialité de ceux d'Asperger par leurs talents d'écriture respectifs, et surtout par leurs profils psychologiques, davantage que par leurs langues d'expression (l'anglais pour Kanner et l'allemand pour Asperger). Asperger est décrit comme un médecin timide et réservé, tandis que Kanner est dépeint comme un communicant, entretenant de nombreuses relations sociales. Silberman postule que Kanner a volontairement caché l'existence des travaux d'Asperger afin de s'approprier seul les mérites de la découverte de l'autisme.

#### Portrait positif de Hans Asperger
Pour l'anthropologue Chloé Silverman, « ce qu'a écrit Silberman sur les recherches et le suivi médical d'Asperger est meilleur que tout ce qui a pu être publié ailleurs ». D'après Lisa Conlan et Daniel Tammet, Silberman présente Hans Asperger d'une manière très positive, presque hagiographique,. De même, James C. Harris note qu'Asperger est présenté comme « un héros et un défenseur précoce de la neurodiversité ». Steve Silberman remet en cause l'idée, soutenue par d'autres travaux, selon laquelle Hans Asperger a collaboré avec le régime nazi. Silberman soutient que Hans Asperger se trouvait dans la « zone grise », et qu'il aurait été contraint de jurer allégeance au régime nazi afin de conserver sa position à l'hôpital universitaire pour enfants de Vienne, où il exerçait. Il aurait fait une description positive de ce qui s'appelle désormais le syndrome d'Asperger afin d'éviter l'euthanasie de ses patients durant l'Aktion T4. Ce point de vue est controversé, car d'autres documents d'archive vont dans le sens d'une collaboration d'Asperger avec le régime nazi, notamment à travers sa participation aux programmes d'euthanasie. Asperger a également suggéré que les enfants autistes feraient d’excellents cryptanalystes pour le Troisième Reich.

#### Biais anti-Kanner?
Steve Silberman se montre très critique envers Leo Kanner, l'estimant responsable de la propagation du concept de mère réfrigérateur et de l'accusation faite aux parents de causer l'autisme de leurs enfants, alors qu'historiquement, cela est plutôt attribué à Bruno Bettelheim, certains critiques avançant que Kanner n'était en rien responsable de la divulgation de cette idée. Il estime également que Kanner est responsable, de par sa description de l'autisme, du fait qu'il soit associé exclusivement aux enfants dans l'opinion populaire. Silberman se focalise beaucoup plus sur les raisons qui ont pu motiver Leo Kanner à définir l'autisme comme un trouble rare dû à un mauvais contact affectif, que sur la base de ses observations et sur sa proposition de soins adaptés à la personnalité de chaque enfant. Bien que la théorie d'une mise au courant précoce des travaux d'Asperger par Kanner soit plausible, Leo Kanner était plutôt décrit comme un médecin attentionné, sensible et à l'écoute par ses contemporains,. Steve Silberman écrit qu'en blâmant les parents comme étant responsables de l'autisme de leurs enfants, Leo Kanner a fait de l'autisme « une source de honte et de stigmatisation dans le monde entier tout en aiguillant la recherche dans la mauvaise direction pour des décennies »,. Cependant, l'intérêt des recherches de Kanner est généralement reconnu dans le monde scientifique,.
Simon Baron-Cohen estime que « le détrônement de Kanner par Silberman est monumental à plusieurs égards ». Le médecin James C. Harris note que le portrait de Leo Kanner est très négatif. Plusieurs critiques, dont Samuel L. Odom, estiment que l'ouvrage présente un « biais anti-Kanner », le Dr Manuel Casanova qualifiant NeuroTribes de « diatribe anti-Kanner » sur son site Cortical chauvinism. Pour James C. Harris, « Silberman semble faire appel à ceux qui soutiennent son intérêt particulier plutôt que de fournir un compte-rendu historique équilibré sur Kanner ». D'après lui, la bibliographie et les références scientifiques sont incomplètes et probablement orientées, sur ce point précis.

### Défense de la neurodiversité
Dans son ouvrage, Silberman invite à remettre en cause la frontière tracée entre normalité et anormalité, et à repenser qui décide du comportement considéré comme « normal » dans la société. NeuroTribes est entièrement rédigé en faveur du concept de neurodiversité, et présente l'autisme comme une différence neurologique plutôt qu'une maladie ou un trouble à soigner. L'auteur prend le parti de présenter les personnes autistes sans suivre « une liste de critères diagnostiques médicaux », mais plutôt en se focalisant sur leurs points forts, leurs centres d'intérêts spécifiques, et en décrivant leurs particularités d'une façon positive. Il soutient que l'autisme n'est en rien une « épidémie » récente, mais qu'il s'agit d'une condition neurologique d'origine génétique, qui a toujours été présente chez l'espèce humaine parce qu'elle procure un avantage adaptatif et évolutif. Pour appuyer son propos, Silberman cite quelques cas de diagnostics rétrospectifs d'autisme à partir d'informations biographiques et de travaux scientifiques, en particulier celui d'Henry Cavendish. Il détaille aussi la biographie de John McCarthy, un pionnier de l'informatique et de la Silicon Valley,,,, et d'autres figures scientifiques potentiellement autistes. Silberman postule que si la conception de l'autisme auprès des scientifiques et du grand public évolue en faveur de la neurodiversité, cela changera le sentiment des personnes autistes vis-à-vis de ce qu'est « être autiste ».
D'après l'analyse de Chloé Silverman, les descriptions des forces et faiblesses des personnes autistes sont « à la fois le plus amusant à lire et le plus difficile à aborder dans une critique. Ces portraits montrent que les personnes autistes ont des forces uniques qui devraient être cultivées par leurs familles, amis et collègues. Ces forces, loin d'être des « éclats de compétences » ou des capacités exceptionnelles accidentelles dans le contexte d'un handicap profond, font partie du profil neurologique qui caractérise l'autisme ». Silberman soutient la notion de TSA et la grande hétérogénéité des manifestations de l'autisme, affirmant qu'il s'agit d'une variante naturelle de l'espèce humaine. D'après Simon Baron-Cohen, Silberman « dresse un portrait de gens qui ont besoin d'un diagnostic, ont été négligés et exclus par la profession psychiatrique et leur manuel de diagnostic [...], et ainsi souffert inutilement pendant des décennies ».
Durant une interview pour le magazine Forbes, Steve Silberman commente son ouvrage en disant qu'« il est certainement vrai qu'en ce qui concerne la façon dont la société a traité les personnes autistes, ce sont les neurotypiques qui semblent présenter le manque le plus flagrant d'empathie ».

#### Fandom américain

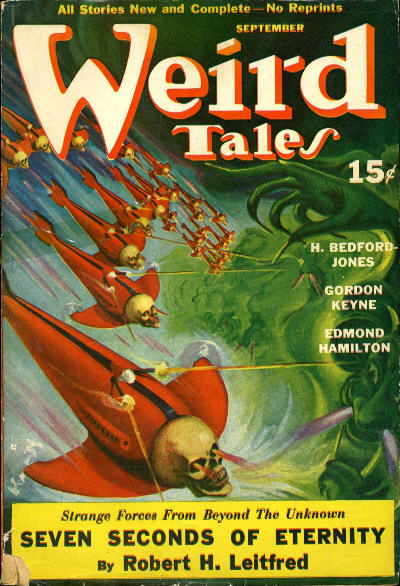
Couverture du pulp Weird Tales de septembre 1940.

Dans le chapitre intitulé Princes of the Air, Steve Silberman postule que le fandom ainsi qu'un certain nombre d'auteurs de science-fiction (SF) et de fantasy américains sont autistes, plus particulièrement avec des formes légères de type syndrome d'Asperger, et que cela a joué un rôle dans l'organisation et le développement des rassemblements américains de fans de SF : « pour beaucoup de personnes sur le spectre [de l'autisme] durant les années où ils restaient invisibles du monde médical, le fandom de la science-fiction a fourni une communauté où ils se sentaient finalement partager une connaissance commune, après des années de harcèlement et d'abus de la part de leurs pairs [...] ». Il cite notamment Gary Westfahl :

« En regardant l'histoire de la science-fiction depuis les pulps des années 1930, remplis d'aventures et de quêtes solitaires sur des planètes distantes et dans un futur lointain, on peut facilement voir combien ces histoires ont charmé des jeunes hommes (et de jeunes femmes) considérés alors comme solitaires, ou excentriques, que nous considérerions maintenant comme des cas non-diagnostiqués de syndromes d'Asperger [...] »

— Gary Westfahl, Homo aspergerus
Silberman cite des récits de SF mettant en scène des personnages neurodivergents, en particulier À la poursuite des Slans d'A. E. van Vogt, un roman qui a la particularité de présenter les êtres humains « normaux » comme des ennemis. D'après Silberman, ce conte à propos de mutants « super-intelligents, hypersensibles et profondément incompris, luttant pour survivre dans un monde qui n'a pas été bâti pour eux », considéré comme étant à l'origine de l'âge d'or de la science-fiction, a donné naissance à un slogan parmi le fandom SF américain, « Fans are Slans » [« Les fans sont des Slans »]. Ce slogan prend sens si l'on considère qu'une « minorité significative [des fans de SF] serait éligible au diagnostic du syndrome d'Asperger ».

#### Soutien du point de vue autiste
Silberman estime que les adultes autistes sont des « pionniers de la sociabilisation en ligne », et décrit de quelle façon sa fréquentation de la réunion pour personnes autistes Autreat l'a conduit à comprendre ce que ressentent les autistes dans la société : « [...] ils m'ont offert la chance de représenter une minorité neurologique pour la première fois de ma vie, ce qui m'a ouvert l'esprit sur les défis que les personnes autistes doivent relever dans une société qui n'a pas été bâtie pour eux, et m'a détrompé sur certains préjugés pernicieux, tel que celui selon lequel les personnes autistes manqueraient d'humour et d'imagination créatrice. Après seulement quatre jours au « pays des autistes », le monde ordinaire m'est apparu comme un assaut sensoriel permanent ». Il décrit cette inversion des normes (la réunion Autreat se base sur les normes sensorielles et sociales des autistes) comme une révélation dans sa compréhension de la nécessité d'une adaptation de la société en faveur de la neurodiversité. Le chapitre traitant d'Autreat et de la naissance des mouvements d'auto-soutien autistes est d'après Chloé Silverman le « point culminant de l'ouvrage ». Du point de vue de Silberman, la neurodiversité augure une ère où l'humanité pourrait commencer à « penser plus intelligemment aux gens qui pensent différemment ». Silberman cite notamment les initiatives d'entreprises comme Specialisterne, qui favorisent l'emploi des personnes autistes.

#### Opposition aux thérapies de « soin » de l'autisme
Steve Silberman se montre très critique envers de nombreuses méthodes de « soin » de l'autisme, en particulier la chélation, qu'il décrit non seulement comme très onéreuse, mais en plus comme inefficace et dangereuse. Il estime que l'idée selon laquelle les vaccins causent l'autisme est « un mythe », ajoutant que l'étude d'Andrew Wakefield au sujet des vaccins a détourné le mouvement créé par les parents d'enfants autistes de sa mission originelle, et que la peur d'une « épidémie » d'autisme a biaisé les recherches. Il impute cette idée de l'existence d'une épidémie à l'augmentation des diagnostics de syndrome d'Asperger depuis les années 1990. D'après Daniel Tammet, Silberman met en évidence les biais culturels et académiques qui ont influencé la recherche en matière d'autisme.

## Éditions
La première édition est parue le 25 août 2015 chez Avery, une filiale du Penguin Group. 
- (en) Steve Silberman (avant-propos d'Oliver Sacks), NeuroTribes : the Legacy of Autism and the Future of Neurodiversity, New York, Avery, 25 août 2015, 1re éd., 534 p., 24 cm (ISBN 978-1-58333-467-6 et 1-58333-467-X, OCLC 907295282)
- (en) Steve Silberman (préf. Oliver Sacks), NeuroTribes : The Legacy of Autism and the Future of Neurodiversity, New York, Avery, 23 août 2016, 2e éd., 560 p., 23 cm (ISBN 0-399-18561-5 et 978-0-399-18561-8, OCLC 932001597).
- (en) Steve Silberman (avant-propos d'Oliver Sacks), NeuroTribes : the Legacy of Autism and the Future of Neurodiversity, Londres, Allen & Unwin, 2016, 582 p., 24 cm (ISBN 978-1-76011-364-3 et 1-76011-364-6, OCLC 952076344)

Une édition électronique est également parue en 2015.
L'ouvrage a été traduit en italien en 2016, sous le titre NeuroTribù : i talenti dell'autismo e il futuro della neurodiversità (avec une préface en italien par Roberto Keller), puis en polonais en 2017, sous le titre Neuroplemiona : dziedzictwo autyzmu i przyszłość neuroróżnorodności. La traduction en chinois, 自閉群像 : 我們如何從治療異數, 走到接納多元, remonte elle aussi à 2017.
La traduction française paraît aux éditions Quanto le 4 juin 2020 sous le titre Neurotribus - Autisme : plaidoyer pour la neurodiversité.

## Réception

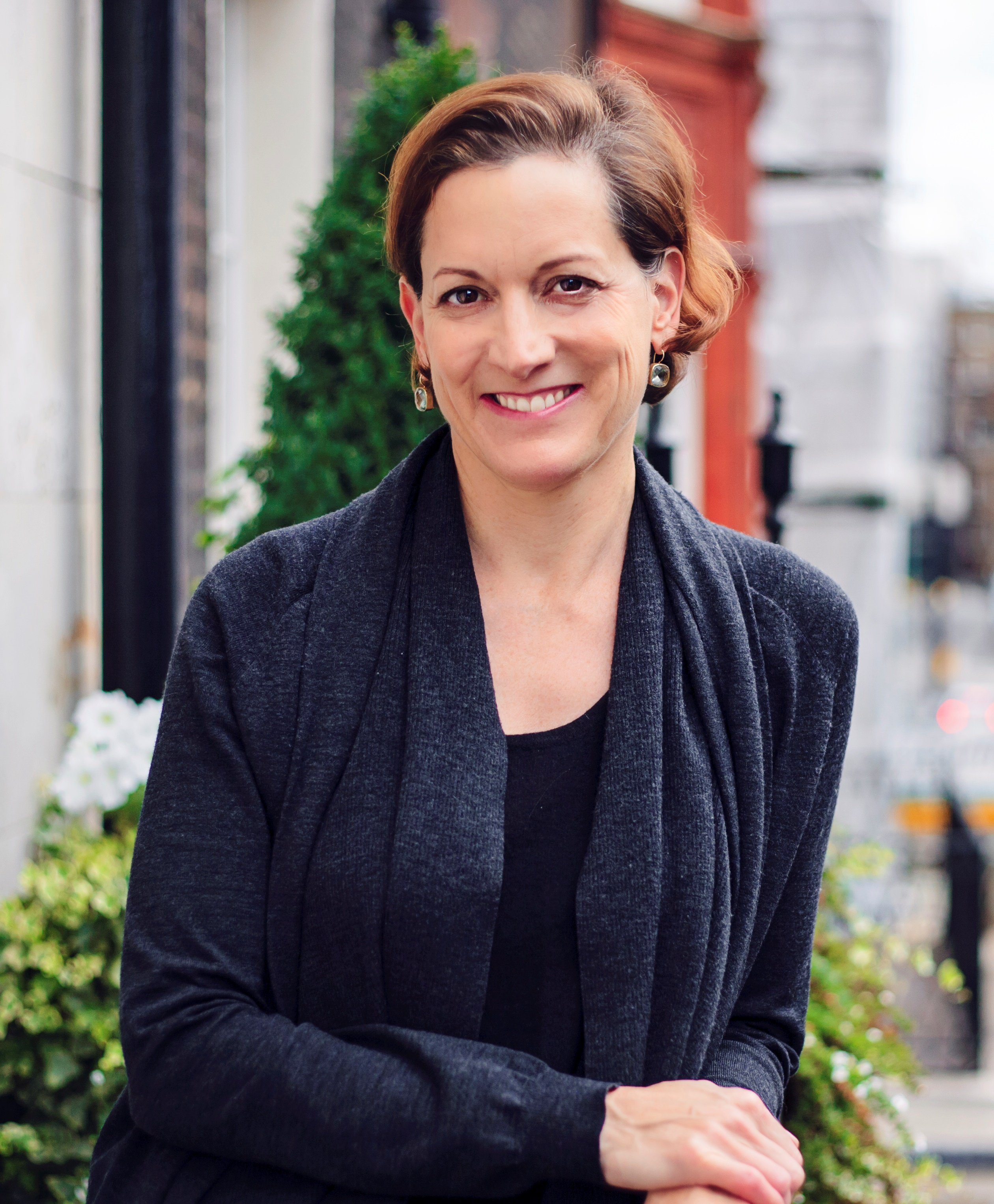
Anne Applebaum, ici en 2013, qualifie NeuroTribes de « tour de force ».

NeuroTribes fait l'objet d'une attention médiatique considérable dès sa sortie. Steve Silberman a effectué une lecture publique de son ouvrage la nuit de sa sortie chez son libraire local à San Francisco, sans anticiper quel type de lectorat l'ouvrage pourrait attirer : il témoigne de ses rencontres avec un lectorat composé aussi bien de scientifiques que d'enseignants, de familles de personnes autistes, et d'autistes eux-mêmes. Steve Silberman est invité sur de nombreux événements en 2015 et 2016 pour parler de son ouvrage, dont une conférence de la National Autistic Society à Londres labellisée autisme friendly, et une autre à l'université Columbia. NeuroTribes figure sur la New York Times Best Seller list. La chroniqueuse du New York Times Jennifer Senior le décrit comme une « histoire ambitieuse, méticuleuse et large (parfois longue) », saluant la « précision scrupuleuse » de l'auteur, mais regrette qu'il n'aborde pas davantage les aspects « plus dévastateurs » de l'autisme. Elle ajoute que « le chapitre le plus émouvant, celui qui m'avait fait pleurer de façon intermittente, c'est l'avant-dernier, qui relate ce moment miraculeux d'il y a environ 20 ans, lorsque les adultes autistes ont finalement commencé à trouver leur propre tribu après des vies de diagnostics erronés et d'aliénation ».
Pendant la remise du prix Samuel-Johnson 2015, Anne Applebaum a qualifié cet ouvrage de « tour de force de recherche archiviste, journalistique et scientifique, à la fois érudit et largement accessible ». Pour l'anthropologue Chloé Silverman, « Steve Silberman a écrit une histoire amusante et compatissante de l'autisme ». Elle ajoute que c'est un « succès, bien que parfois au prix de la précision de l'écriture en matière de recherche historique et sociologique, et un plaidoyer en faveur de l'autisme. Bien que d'autres auteurs l'aient abordé [...] aucun ne l'a fait d'une manière aussi accessible et séduisante. Ce livre peut et doit atteindre un large public. Dans ce sens, Silberman ne se contente pas de rappeler les changements culturels et intellectuels permis par l'autisme et les autres différences cognitives, il y participe ». Sara Abdula, rédactrice en chef de la revue Nature, écrit que cet ouvrage « lance l'hypothèse d'un respect attendu depuis longtemps par les personnes avec TSA ». Saskia Baron, journaliste pour The Guardian, écrit que NeuroTribes « explore dans une profondeur fascinante et quasi encyclopédique comment l'autisme a évolué. C'est un récit captivant écrit avec une verve journalistique ». Steve Phelps, journaliste pour The Atlantic, voit ce livre comme une « histoire étendue de l'autisme faisant autorité », et une description émouvante de « l'éveil de la société à la diversité ».

### Avis de professionnels de la santé

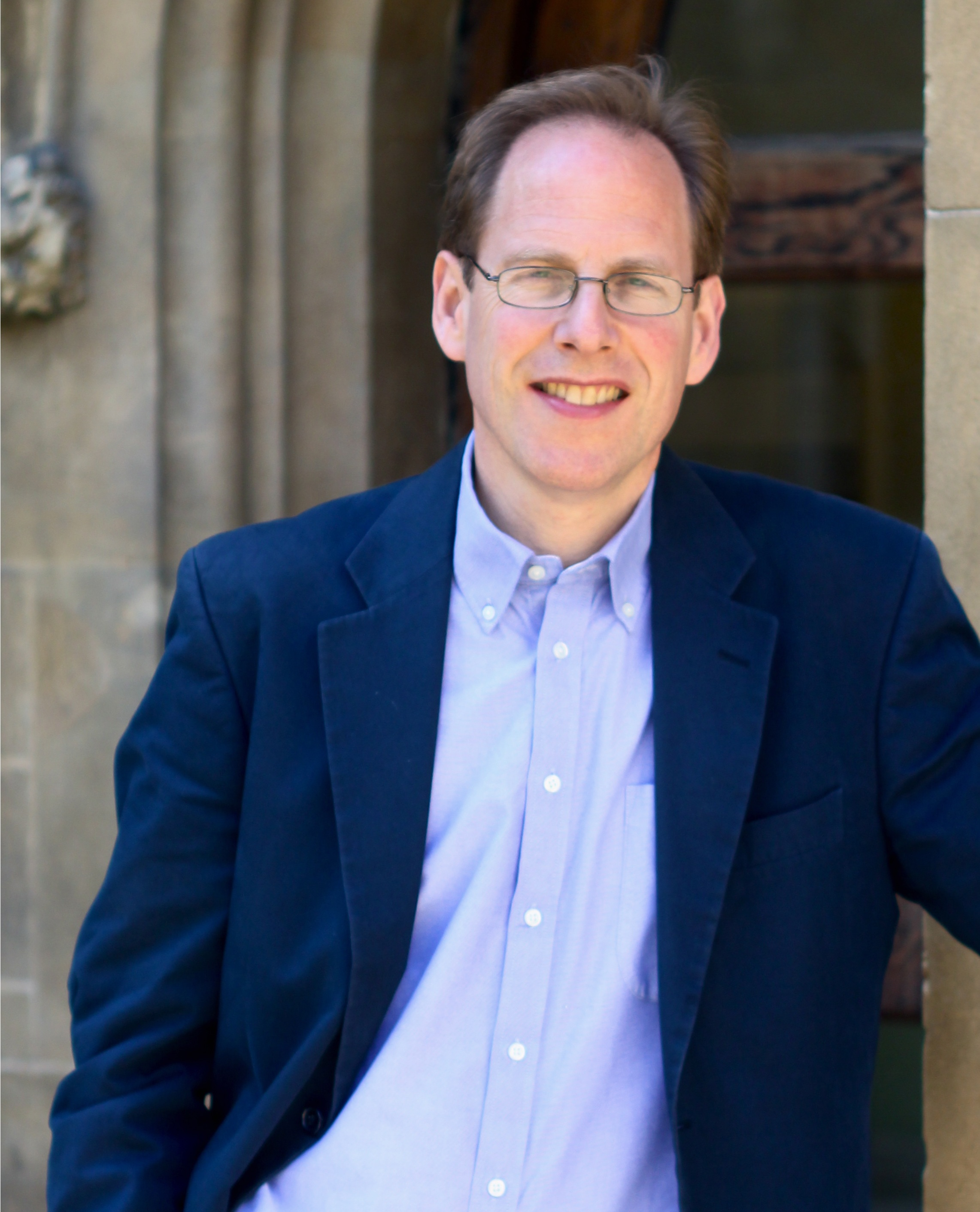
Simon Baron-Cohen, ici en 2011, a un avis très favorable sur NeuroTribes.

Le neurologue britannique Simon Baron-Cohen critique très favorablement cet ouvrage dans The Lancet : « Silberman a découvert un secret bien gardé au sujet de l'autisme. Dans son étonnant grand livre NeuroTribes, il communique ce secret, goutte à goutte à travers un récit remarquable, l'un des récits les plus fascinants que j'ai jamais lus sur l'autisme. À un certain niveau, c'est un who-done-it, en accord avec la profession de journaliste d'investigation de Silberman. Il creuse dans le détail de la vie des gens, et découvre le secret qu'un scientifique a tenté de cacher ». Il ajoute que le style « pourrait s'appliquer à tout mouvement de libération des droits civiques », et que « le livre de Silberman sera apprécié par beaucoup comme racontant une histoire triomphaliste après des décennies de silence [...]. NeuroTribes fournit une alternative au modèle médical de l'autisme [...] et est finalement un livre qui respecte et humanise ceux dont il parle ». Pour Uta Frith, « ce récit saisissant et héroïque est un ajout brillant à l'histoire de l'autisme ».
Pour la psychiatre et neurologue Francesca Happé, l'ouvrage « balaie beaucoup de croyances communes sur l'autisme ». Elle le décrit comme étant « en partie historique, en partie un travail d'investigation, en partie biographique, et totalement poétique », notant que les portraits y sont « magnifiquement écrits et aussi affectueux qu'ils sont perspicaces » :

« NeuroTribes peut être vu, en partie, comme un hommage aux contributions des excentriques [...] à la technologie, à la culture et à la société du XXIe siècle [...] richement peuplé de personnages engageants, un appel au ralliement et à respecter la différence. »

— Francesca Happé
Le pédiatre Samuel L. Odom a un avis globalement positif, saluant la précision du texte, en particulier dans les descriptions de la complexité de l'autisme. Il note que la partie du livre consacrée à l'histoire récente de l'autisme est peut-être traitée trop brièvement, ajoutant que Silberman sous-représente le cas des personnes autistes ayant « une déficience intellectuelle, des facultés de communication limitée et un comportement problématique », et qu'il parle trop peu de la controverse sur le rôle de la vaccination dans l'autisme (et de son impact sur la prise en charge de l'autisme dans différents pays), ainsi que de la communication facilitée et des évolutions récentes de la thérapie cognitivo-comportementale. James C. Harris note que l'auteur, qui n'est pas spécialiste du milieu médical, confond quelque peu les spécialités (psychiatrie, psychologie, neurologie), et que bien que le voyage de Georg Frankl entre Vienne et Baltimore soit indéniable, rien ne démontre qu'il ait eu connaissance des travaux d'Hans Asperger, pour en parler ensuite à Kanner. Il soutient enfin que le portrait négatif de Kanner est erroné. Le psychologue Peter Mitchell estime que l'ouvrage est peut-être trop centré sur les États-Unis, les références à l'histoire de l'autisme dans d'autres régions du monde étant surtout abordées de manière à comprendre la situation américaine. Il note également que le titre peut être trompeur, car il laisse croire que « les personnes autistes forment une sorte de tribu », ce qui dans les faits, n'est nullement le cas : « ils doivent trouver du confort en découvrant d'autres personnes semblables à eux [...], mais il n'est pas sûr qu'ils expérimentent un sentiment de communion ». Il en conclut que NeuroTribes est un livre nommé de façon inappropriée qui fait un travail de documentation vraiment brillant, mais n'informe pas assez à propos de la base neurologique de l'autisme. Chris Gunter, directeur des communications pour le Marcus Autism Center d'Atlanta en Géorgie, écrit dans la revue Nature que « pour les gens sur le terrain, ou toute personne cherchant à comprendre l'interaction entre la science médicale et les communautés de patients, [ce livre] devrait être une ressource essentielle ».

### Avis de personnes autistes
Daniel Tammet livre sa critique dans la revue britannique de neurologie Brain : « L'un des nombreux plaisirs de la lecture [...] c'est la façon dont l'auteur démantèle cliché par cliché, des mythes aussi erronés et si tenaces. L'autisme n'est pas un trouble mental, mais plutôt une condition de développement [...] ». Il exprime aussi des réserves quant à la description de l'histoire des allumettes comptées par les autistes savants George et Charles Finn, qui semble être fausse, ainsi que sur les diagnostics rétrospectifs de l'autisme, qui d'après lui ne comportent pas suffisamment d'éléments biographiques permettant de définir ces personnes comme autistes. Il ajoute que la contribution d'Oliver Sacks constitue « la plus grosse faiblesse de l'ouvrage ». Temple Grandin a qualifié NeuroTribes de « ressource essentielle pour toute personne qui s'intéresse à la psychologie », et John Elder Robison de « véritable page-turner ».
Peter Good, qui se décrit comme un autiste non-diagnostiqué, a publié sur le site Cortical Chauvinism une lettre ouverte à Steve Silberman dans laquelle il défend l'existence d'une « épidémie d'autisme » causée par des facteurs environnementaux, et exprime son désir de guérir.

### Avis de parents
Plusieurs parents d'enfants autistes dits « sévères » ont mal accueilli cet ouvrage. Ils estiment qu'en défendant la neurodiversité, Silberman ne prend pas assez en compte le cas des personnes autistes plus lourdement handicapées, qui demandent des soins spécifiques au quotidien. Dans son blog sur Psychology Today, l'auteur et mère Amy S. F. Lutz voit dans cet ouvrage un whitewashing, ajoutant que « peu de choses sont plus surréalistes pour le parent d'un enfant gravement autiste que la rhétorique de la neurodiversité qui a récemment culminé dans le livre de Steve Silberman ».

## Récompenses
NeuroTribes a remporté le prix Samuel-Johnson 2015, en catégorie hors fiction,. Il s'agit alors du premier livre de vulgarisation scientifique à remporter ce prix. Il a également décroché le Books for a Better Life Psychology Award la même année, décerné par la Southern New York National Multiple Sclerosis Society,. L′Autistic Self Advocacy Network a décerné le prix Ally of the Year (allié de l'année) à Silberman pour le récompenser de la publication de ce livre et de son soutien à la cause des personnes autistes.
En 2016, il décroche le Health Book of the Year (prix du livre santé de l'année) de la Medical Journalists' Association (association des journalistes médicaux), la médaille d'argent en catégorie hors fiction du California Book Award, l′Erikson Institute Prize for Excellence in Mental Health Media. Silberman est élu 2016 ARC Catalyst Awards Author of the Year.